# Berliner Sternwarte

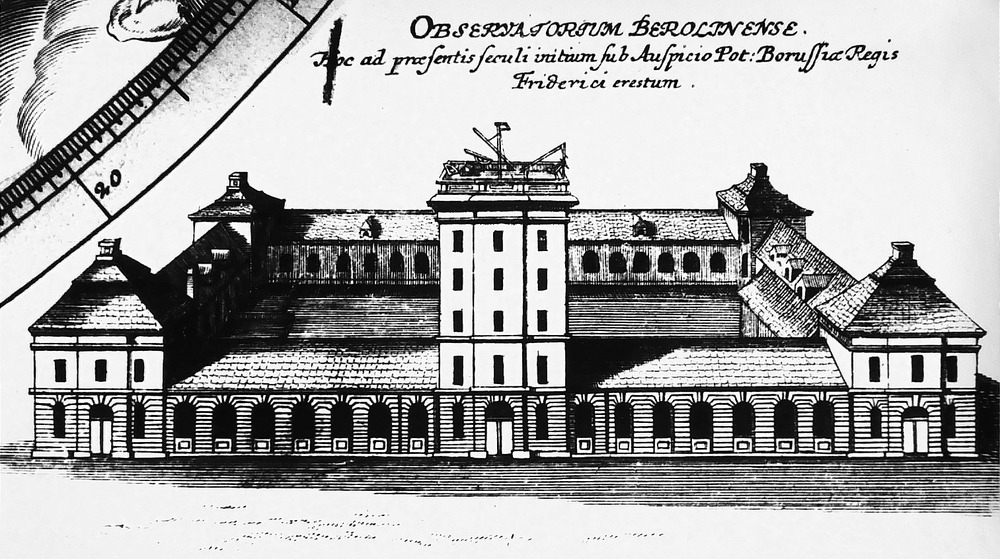
Erste Berliner Sternwarte auf dem Marstall in der Dorotheenstadt, Ansicht von Norden

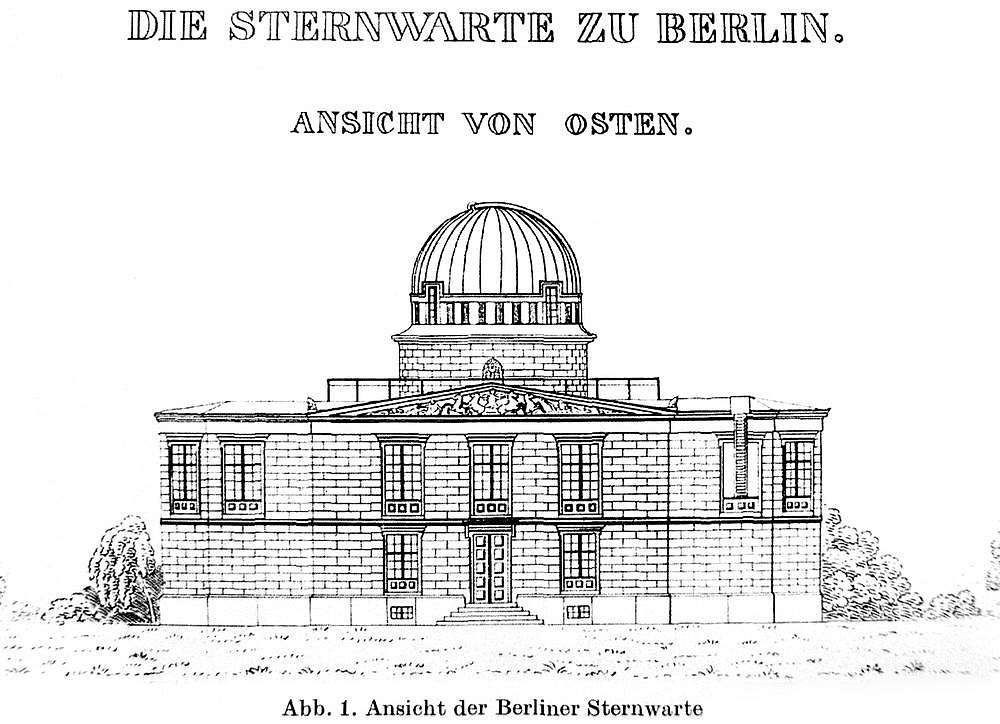
Neue Berliner Sternwarte, Ansicht von Osten, nach J. F. Encke, 1840

Die Berliner Sternwarte war eine astronomische Forschungseinrichtung, die in Verbindung mit der Kurfürstlich-Brandenburgischen Societät der Wissenschaften gegründet und unter der nachfolgenden Königlich Preußischen Sozietät beziehungsweise der Königlich-Preußischen Akademie der Wissenschaften als Königliche Sternwarte zu Berlin betrieben wurde.
Von dem ursprünglichen Standort der alten Sternwarte ab dem Jahr 1711 im Stadtviertel Berlin-Dorotheenstadt, im heutigen Berlin-Mitte, wurde sie als neue Berliner Sternwarte 1835 nach Berlin-Friedrichstadt im heutigen Berlin-Kreuzberg verlegt. Ein zweiter Umzug, aus dem weiter wachsenden Berlin und auch wegen zunehmender Lichtverschmutzung, erfolgte 1913 in den Schlosspark Babelsberg im heutigen Potsdam. Als Hinweis auf ihre Herkunft nannte sich die Einrichtung Sternwarte Berlin-Babelsberg. Nach dem Zweiten Weltkrieg verschwand Berlin aus dem Namen. Die Sternwarte Babelsberg wurde unter anderem mit dem Astrophysikalischen Observatorium Potsdam und dem Sonnenobservatorium Einsteinturm zum Zentralinstitut für Astrophysik der Deutschen Akademie der Wissenschaften zu Berlin vereinigt. Nach der Wiedervereinigung gründet sich daraus das Leibniz-Institut für Astrophysik Potsdam, als dessen Hauptstandort heute die Sternwarte Babelsberg dient.
An der vormals neuen Berliner Sternwarte arbeiteten bedeutende Astronomen, wie Johann Franz Encke, Friedrich Wilhelm Bessel und Johann Gottfried Galle. 1846 wurde von hier aus der Planet Neptun entdeckt.

## Geschichte

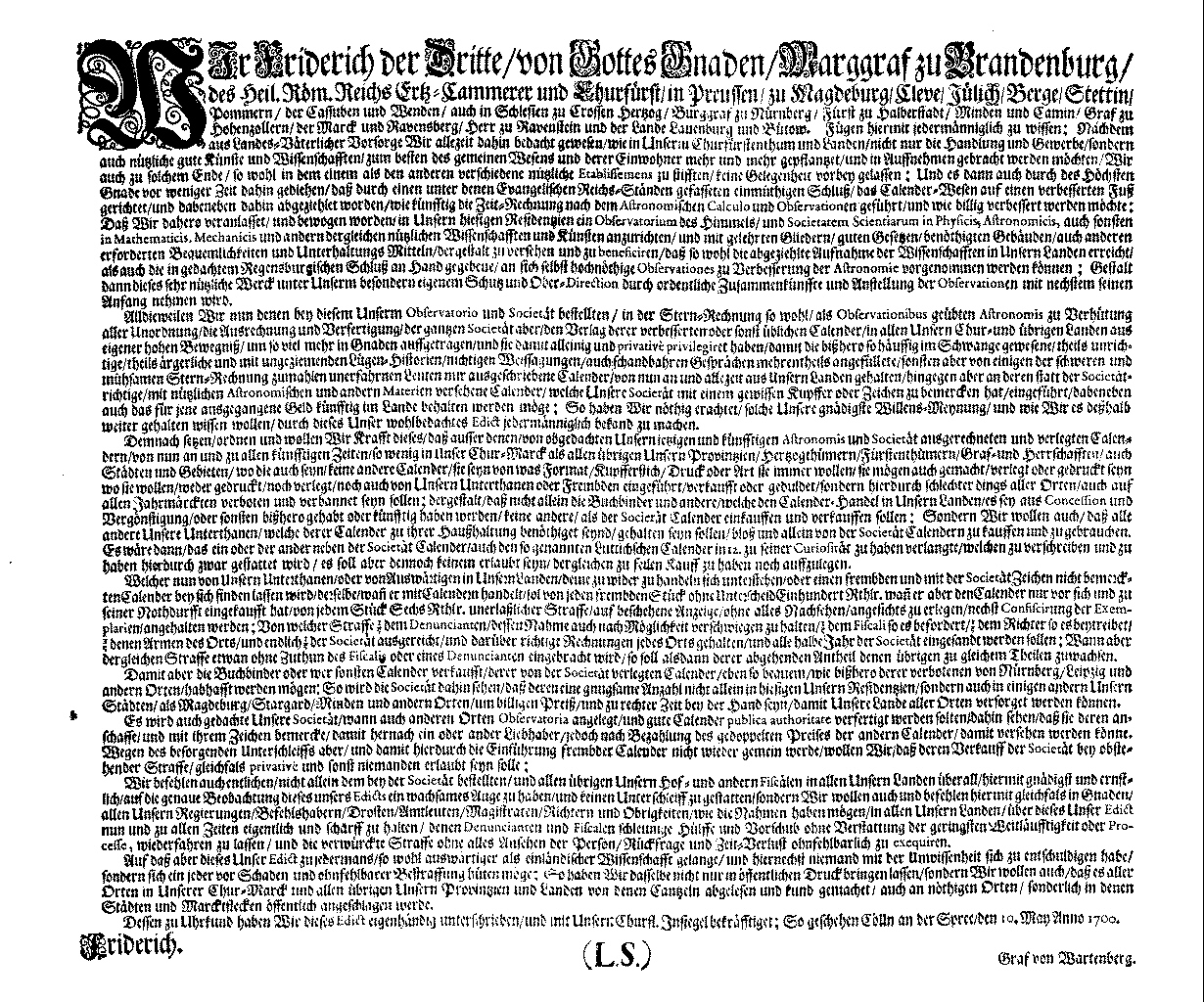
Kopie des Kalenderpatents vom 10. Mai 1700, dem Ursprung der Berliner Sternwarte (siehe auch: Text in moderner Schrift)

Im September des Jahres 1699 beschlossen die evangelischen Reichsstände auf dem Immerwährenden Reichstag in Regensburg für das Jahr 1700 die Einführung eines „Verbesserten Kalenders“ in den protestantischen deutschen Staaten, um die Kalenderrechnung den astronomischen Gegebenheiten anzupassen, ohne dazu den von Papst Gregor XIII. 1582 dekretierten gregorianischen Kalender übernehmen zu müssen, der sich jedoch nur unwesentlich unterschied. Erst 1775 konnten die evangelischen Reichsstände zur vollen Übernahme des gregorianischen Kalenders – mit dessen Osterberechnung – durch Friedrich II. bewogen werden. Die Einführung des verbesserten Kalenders erfolgte im Februar 1700 und ließ auf den 18. Februar des julianischen Kalenders den 1. März folgen. Im Zuge dieser Kalenderreform wurde von Friedrich III., Kurfürst von Brandenburg, am 10. Mai 1700 für die noch zu gründende Berliner Sternwarte ein Kalenderpatent erlassen. Acht Tage später erfolgte die Berufung von Gottfried Kirch zum Direktor beziehungsweise ersten Astronomen („astronomo ordinario“) der Sternwarte. Am 11. Juli 1700 unterzeichnete der Kurfürst an seinem 43. Geburtstag den Stiftungsbrief einer Akademie und einer Sternwarte für Berlin. Die Stadt bekam so mit der Kurfürstlich-Brandenburgischen Societät der Wissenschaften nach Plänen von Gottfried Wilhelm Leibniz und deren Unterstützung durch die Kurfürstin Sophie Charlotte eine Akademie, wie sie London, Paris und Rom schon hatten. Leibniz wurde ihr erster Präsident. Die Gebühren für die Berechnung und Vertreibung des Grundkalenders durch die astronomische Einrichtung dienten nach Leibniz’ Konzept – und nach einer Idee des Jenaer Universitätsprofessors der Mathematik, Erhard Weigel, – als Finanzierungshilfe für die Societät und waren für lange Zeit die nahezu einzige Einnahmequelle der Institution. Da der Gesellschaft noch kein eigenes Observatorium zur Verfügung stand, führte Kirch seine Beobachtungen von verschiedenen Privathäusern aus durch, unter anderem ab 1705 an der Privatsternwarte des Geheimrats Bernhard Friedrich von Krosigk in der Wallstraße im Stadtviertel Neu-Cölln. Kirchs Frau Maria Margaretha und Sohn Christfried halfen ihm dabei. Maria Margaretha Kirch entdeckte unter anderem den Kometen von 1702. Der Kurfürst hatte sich 1701 mittlerweile zum ersten König in Preußen krönen lassen. Zum 1. Januar 1710 wurden die fünf bis dahin unabhängigen Städte Dorotheenstadt, Friedrichstadt, Friedrichswerder und die Doppelstadt Berlin-Cölln, einschließlich Neu-Cölln am Wasser, zur Königlichen Haupt- und Residenzstadt Berlin vereinigt.

### Alte Berliner Sternwarte
52° 31′ 8″ N, 13° 23′ 29″ O

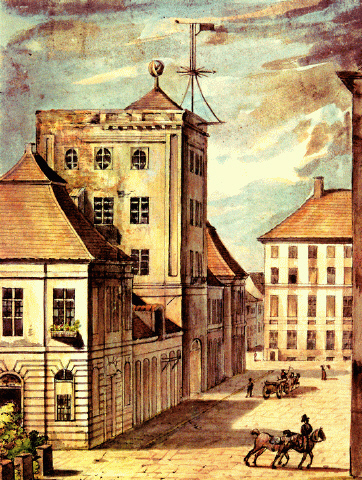
Der Königliche Stall und das Observatorium, aquarellierte Zeichnung von Leopold Ludwig Müller, 1824

Die erste Berliner Sternwarte stand auf dem Marstall in Dorotheenstadt. Der Marstall für 200 Pferde wurde Unter den Linden von 1687 bis 1688 nach Plänen des Architekten Johann Arnold Nering errichtet und von 1695 bis 1697 für die 1696 gegründete Academie der Mahler-, Bildhauer- und Architectur-Kunst um eine zweite Etage aufgestockt. Von 1696 bis 1700 erweiterte Martin Grünberg den Gebäudekomplex für die 1700 gegründete Societät der Wissenschaften auf den doppelten Umfang nach Norden bis zur Letzten Straße, der späteren Dorotheenstraße (von 1822 bis 1951 und seit 1995 Dorotheenstraße, dazwischen Clara-Zetkin-Straße). Von 1700 bis 1711 kam auf den Nordflügel der Anlage als Sternwartengebäude von Grünberg ein Turm mit drei zusätzlichen Geschossen hinzu. Der 27 Meter hohe Bau war eine der ersten Turmsternwarten des 18. Jahrhunderts. 1706 wurde das Observatorium teilweise benutzbar und 1709 einigermaßen bezugsfertig. Am 15. Januar 1711 hielt die ab 1701 umbenannte Königlich Preußische Sozietät der Wissenschaften in dem Turm ihre erste Sitzung ab und vier Tage später, am 19. Januar 1711, ihre erste festliche Versammlung; auf der wurde das Observatorium feierlich übergeben. Es wurde zum repräsentativen Mittelpunkt der Sozietät. Mit der Zeit wurden in seinen Räumen auch deren Bibliothek und das Naturalienkabinett untergebracht. Die Gesellschaft wurde 1744 von Friedrich II. zur Königlichen Akademie der Wissenschaften reorganisiert und hatte dort ihren Sitz bis 1752.
Gottfried Kirch starb 1710 ein Jahr vor der Eröffnung der Akademie und des Observatoriums. An seine Stelle des Leiters der Sternwarte rückte sein Assistent Johann Heinrich Hoffmann. Als Hoffmann 1716 starb, wurde Christfried Kirch sein Nachfolger – der Sohn von Gottfried Kirch. Er wurde in der Kalendererstellung von seiner Mutter Maria Margaretha Kirch und seiner Schwester Christine Kirch unterstützt, so wie einst er mit seiner Mutter dem Vater unter die Arme griff. Als seine Mutter 1720 starb, ersuchte ihn die Societät, den im Kalendermachen unerfahrenen Astronomen Johann Georg Schütz zu unterrichten. Schütz half ihm bei den praktischen Tätigkeiten von 1720 bis 1736. Nach dem Tod von Christfried Kirch übernahm 1740 Johann Wilhelm Wagner das Amt des Direktors. Die Kalenderrechnung wurde in wesentlichen Teilen für viele Jahre von Christine Kirch fortgesetzt; sie war auch für die Berechnung der Einnahmen zuständig. In den Jahren der „Alten Sternwarte“ setzten sich neben anderen auch Leonhard Euler, Joseph Louis Lagrange und Johann Heinrich Lambert in Berlin mit astronomischen Fragen auseinander. 1765 bekam Johann Castillon die Stelle des ersten Astronomen. 1768 erhielt das Observatorium einen von John Bird gebauten Mauerquadranten und damit das erste bedeutende Beobachtungsinstrument. Das Messgerät kann heute in der Sternwarte Babelsberg besichtigt werden.
Langjährige Direktoren des alten Observatoriums waren ab 1764 Johann III Bernoulli und nach ihm seit 1787 Johann Elert Bode. Lambert holte Bode 1773 nach Berlin, um mit ihm ein Astronomisches Jahrbuch herauszugeben; nach Lamberts Tod wurde Bode alleiniger Herausgeber. Bereits 1774 erschien der erste Jahrgang des Berliner Astronomischen Jahrbuchs für 1776 und eröffnete damit die bis in das Jahr 1959 reichende, längste Publikationsreihe in der Astronomie. Durch dieses internationale Dokumentationsmedium entwickelte sich die Berliner Sternwarte zu einem Nachrichtenzentrum von europäischem Rang. Bode wurde anfangs der greisen Christine Kirch als Gehilfe bei der Kalenderarbeit zugeteilt. 1774 heiratete er eine Enkelin von einer deren Schwestern; sie war gemäß der Kirch’schen Familientradition ebenfalls mit der Astronomie vertraut. Christine Kirch starb 1782. Als Direktor der Sternwarte konnte Bode durch die Gunst von Friedrich Wilhelm III. die bis dahin eher drittklassig ausgestattete Einrichtung um ein zweites Beobachtungsstockwerk erweitern. Als Bode dazu am 2. November 1798 eine Eingabe machte, beschränkten sich die Räumlichkeiten für die Beobachtungen innerhalb des Turms noch auf das dritte Stockwerk. Die zwei Stockwerke darüber waren zu einer hochräumigen Etage vereint. Auf diese konnten die Beobachtungstätigkeiten ausgedehnt werden, nachdem die kalkulierten Kosten von 4465 Talern und der Plan am 7. April 1800 genehmigt worden waren und der nötige Umbau im Juni des folgenden Jahres abgeschlossen war. Die Baumaßnahmen wurden von Oberhofbaurat Friedrich Becherer und Schlossbaumeister Bock geleitet.
1797 war Johann Georg von Soldner als Bodes Mitarbeiter nach Berlin gekommen und 1801 erschien im Astronomischen Jahrbuch für das Jahr 1804 Soldners Arbeit über die Schwere des Lichtes, mit seiner Folgerung der Krümmung der Lichtstrahlen in einem Gravitationsfeld. 1805 kam Jabbo Oltmanns nach Berlin zu Bode und half ihm bei seinen astronomischen Beobachtungen und Arbeiten am Jahrbuch, in dem auch seine ersten eigenen Artikel erschienen. Oltmanns wurde auch Mitarbeiter Alexander von Humboldts und bearbeitete die Positionsdaten von dessen gerade zurückgelegter Forschungsreise durch Mittel- und Südamerika; während dieser Arbeiten wurde Humboldt nach Napoleons 1806 erfolgter Besetzung von Berlin mit diplomatischem Auftrag nach Paris beordert und Oltmanns folgte ihm 1808. Bis 1811 finanzierte sich das astronomische Institut ausschließlich durch das Monopol der Kalenderberechnung, das der Akademie zu ihrer Gründung verliehen worden war; in diesem Jahr verlor die Akademie das Kalenderprivileg und wurde künftig über den Staatshaushalt und Stiftungen finanziert.

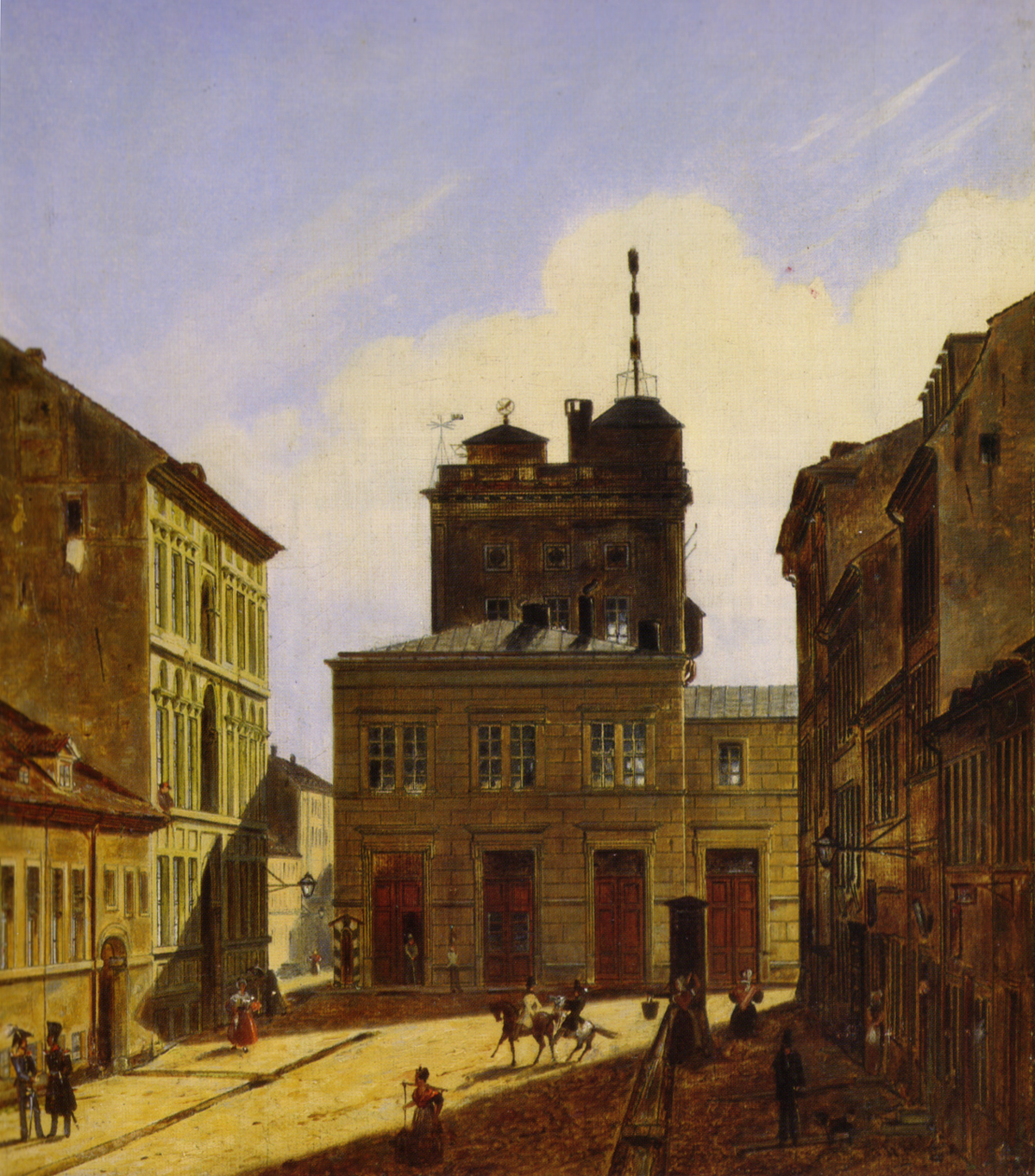
Turm der alten Berliner Sternwarte zwischen 1832 und 1848, mit Signalmast der optischen Telegrafenstation, Ansicht von Westen, Ölgemälde von Friedrich Wilhelm Klose

Als für die Leitungsposition Bodes aus Altersgründen ein Nachfolger gesucht wurde, lehnten Carl Friedrich Gauß und Friedrich Wilhelm Bessel ab. Auf Empfehlung von Bessel wurde 1825 Johann Franz Encke, seit 1822 Direktor der Sternwarte Gotha, von König Friedrich Wilhelm III. nach Berlin gerufen und zum Direktor der Berliner Sternwarte ernannt. Dank Alexander von Humboldts Einfluss konnten teure Geräte angeschafft werden und mit seiner Unterstützung erreichte Encke beim preußischen König auch den Bau einer neuen Sternwarte am damaligen Stadtrand. Bedingung war, dass die Sternwarte an zwei Abenden in der Woche der Öffentlichkeit zugänglich gemacht wurde.
Das neue Teleskop und Hauptinstrument war ein Refraktor aus der Münchener Werkstatt von Joseph von Fraunhofer mit einer Öffnung von neun Zoll (24,4 cm) und einer Brennweite von 4,33 Metern. Humboldt beantragte seinen Ankauf am 9. Oktober 1828, einschließlich eines Meridiankreises von dem Instrumentenbauer Karl Pistor in Berlin und eines Chronometers aus der Berliner Uhrmacherwerkstadt von Friedrich Tiede. Er beantragte auch das Sammeln und Vorlegen von Unterlagen über die zweckdienlichste Bauart von Observatorien. Daraufhin bewilligte Friedrich Wilhelm III. sechs Tage später 8500 Taler für den Refraktor, 3500 Taler für den Meridiankreis und 600 Taler für das Chronometer. Der Refraktor war das letzte große Fernrohr Fraunhofers, das in München noch vorhanden war. Zugleich erhielt Humboldt vom König die Vollmacht für die beantragte Unterlagensammlung und deren Vorlage beim Kultusministerium.
Der Fraunhofer’sche Refraktor traf am 3. März 1829 in Berlin ein. Er befindet sich heute im Deutschen Museum in München. Am 7. April 1829, fünf Tage vor dem Aufbruch Humboldts zu seiner Russlandexpedition, erging an ihn der königliche Auftrag zur Projektierung einer neuen Sternwarte durch den Architekten Karl Friedrich Schinkel und der Einreichung dieser Pläne mit dem gewünschten Standort. Nach seiner Rückkehr bat Humboldt am 1. Mai 1830 Baumeister Schinkel brieflich um einen Entwurf. Am 10. August 1830 wurde der Ankauf eines Baugrundstücks für die neue Sternwarte genehmigt.
Der Turm der alten Sternwarte diente zwischen 1832 und 1849 als „Telegraphenstation 1“ von insgesamt bis zu 62 Stationen der königlich-preußischen optischen Telegraphenverbindung von Berlin über Köln nach Coblenz. Am 3. Juli 1903 wurde der Turm abgerissen. Das gesamte Areal des damaligen Marstall-Komplexes zwischen der Dorotheenstraße und Unter den Linden wird seit 1914 von der Berliner Staatsbibliothek eingenommen.

### Neue Berliner Sternwarte
52° 30′ 12″ N, 13° 23′ 35″ O

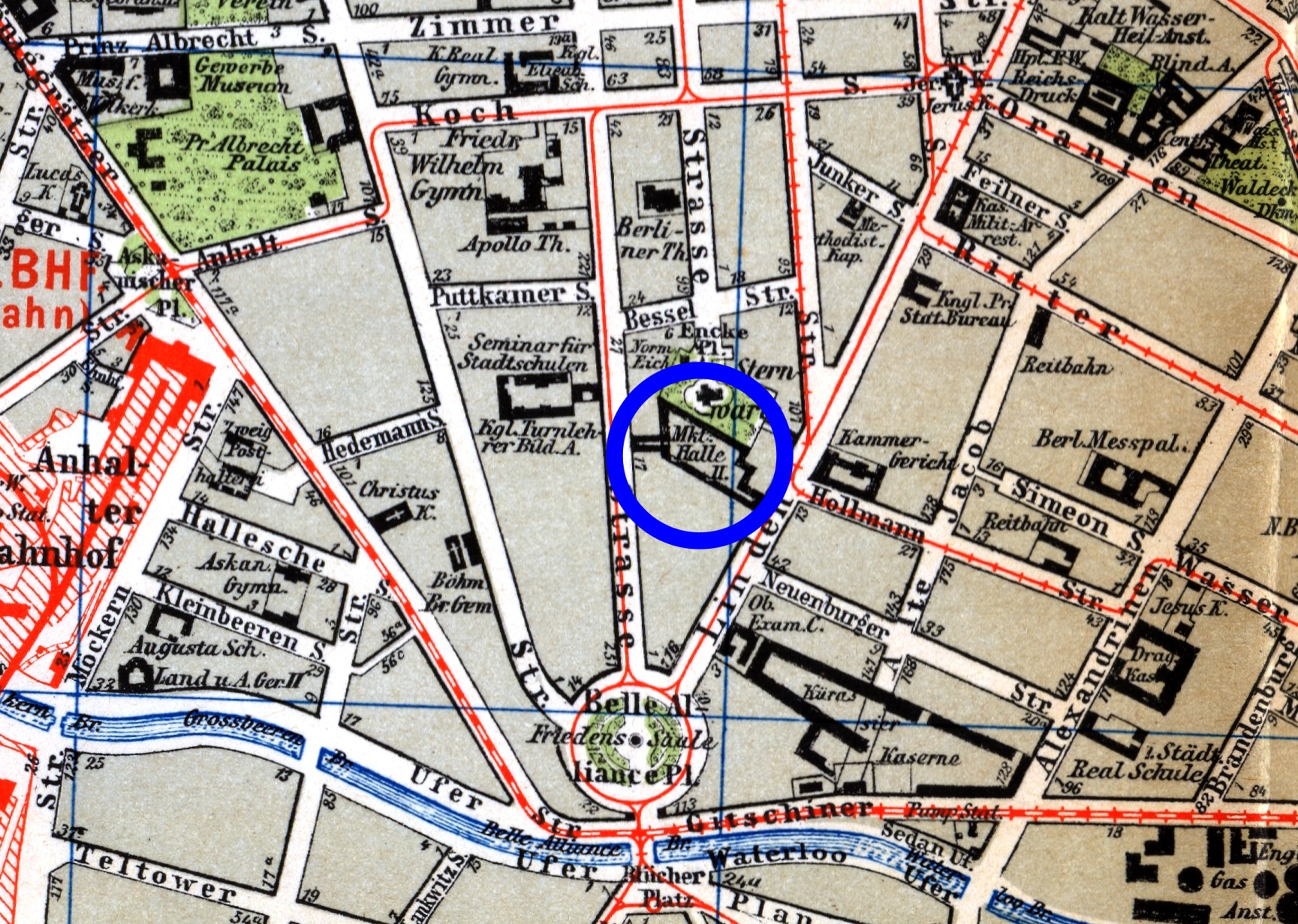
1896: Lage der neuen Berliner Sternwarte nördlich an der neueren Markthalle II

Die Errichtung der neuen Berliner Sternwarte erfolgte durch allerhöchste Kabinettsorder vom 10. November 1830 nach den Plänen von Schinkel. Zum Preis von 15.000 Talern wurde ein zirka ein Hektar großes Grundstück in der Nähe des Halleschen Tores erworben, in Lage der spitzwinkligen Umfassung durch die Lindenstraße und die Friedrichstraße im heutigen Ortsteil Berlin-Kreuzberg. Am 22. Oktober 1832 erfolgte die Grundsteinlegung, und 1835 wurde das Observatorium auf dem jetzigen Areal zwischen Encke-, Bessel- und Markgrafenstraße an der Lindenstraße fertiggestellt. Der südliche Abschluss der Charlottenstraße und Vorläufer der Enckestraße hat später zu Ehren des damaligen Direktors den Namen Enckeplatz erhalten, die Sternwarte bekam die Adresse Enckeplatz 3 A (heute Enckestraße 11).

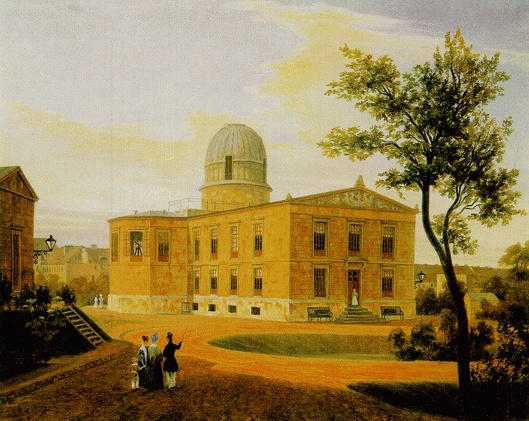
Die Neue Sternwarte in Berlin, Ölgemälde von Carl Daniel Freydanck, 1838

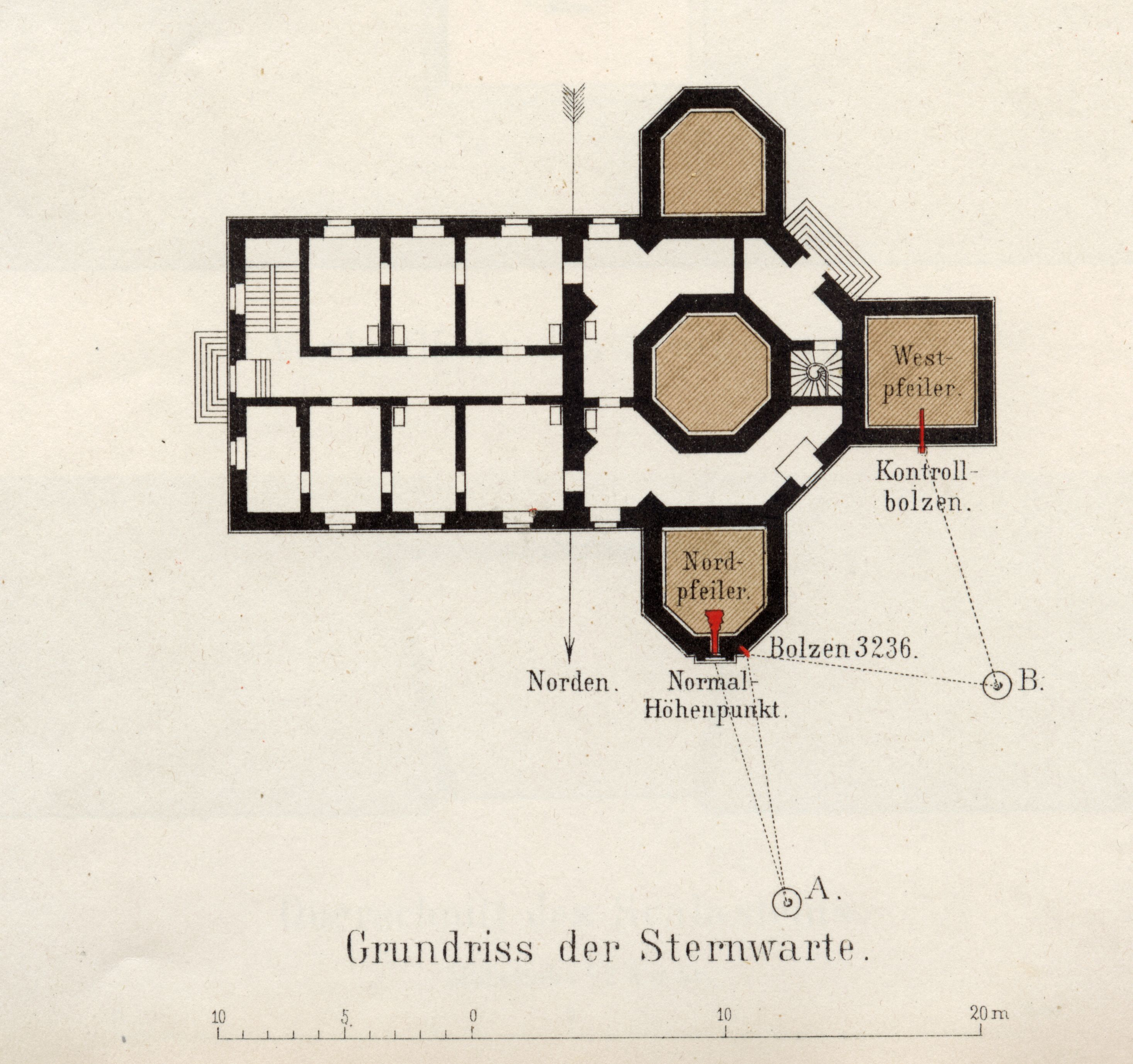
Grundriss der neuen Berliner Sternwarte von 1879

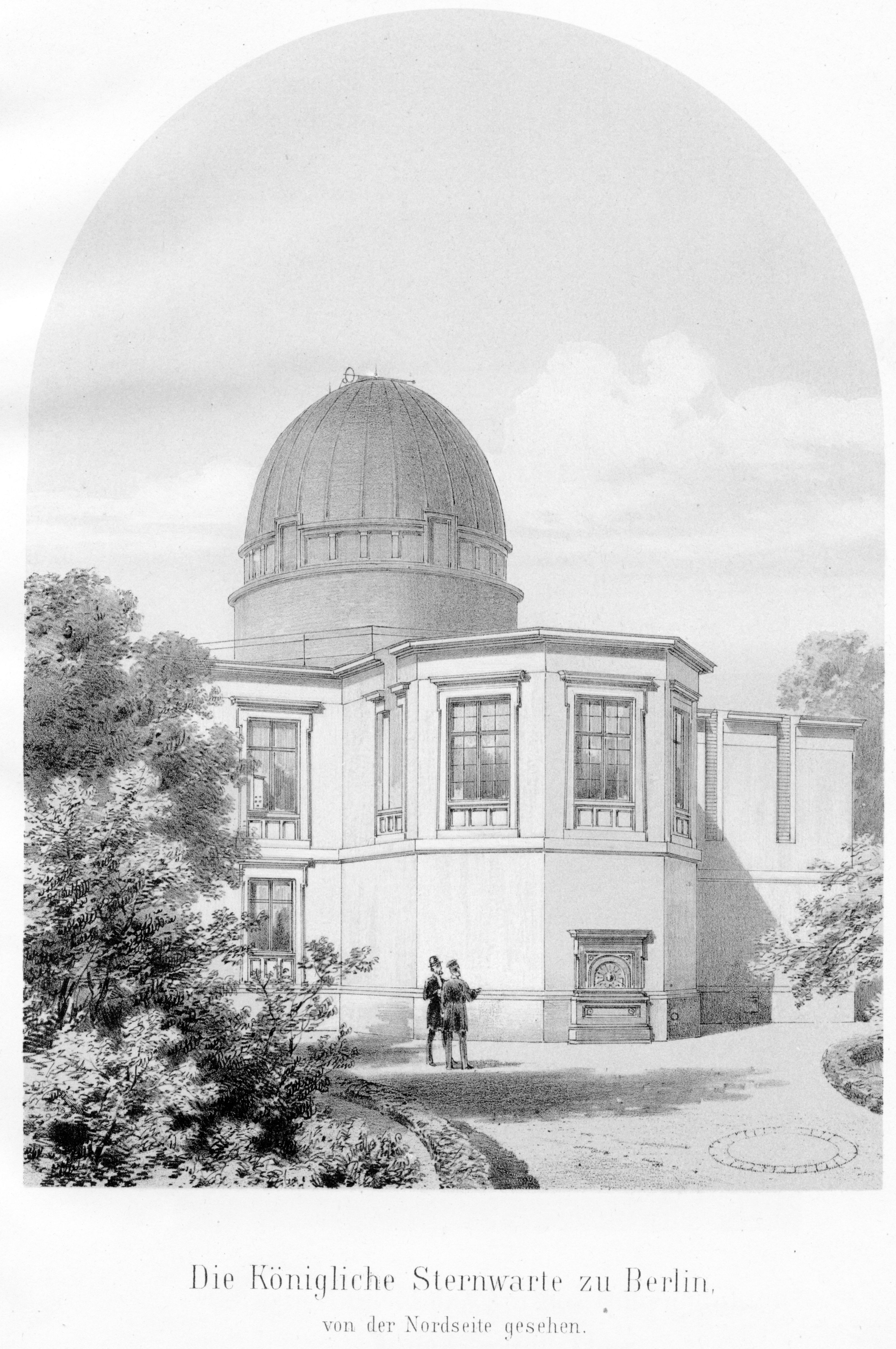
Der Nordflügel mit dem Normalhöhenpunkt 1879

Das zweistöckige Bauwerk war ein Putzbau „in einfachen hellenischen Stilformen“ als Verbindung aus Moderne und Antike. Das Gebäude war in Kreuzform angelegt und mit seinem längsten Arm nach Osten ausgerichtet. Am Schnittpunkt der Kreuzarme befand sich die Eisenkonstruktion einer drehbaren Kuppel mit einem Durchmesser von 7,5 Metern. Es handelte sich um die erste Sternwartenkuppel in Preußen in Form einer Halbkugel mit Spaltverschluss und Drehmechanismus. Das Fundament des eigentlichen Observatoriums war vom übrigen Gebäude unabhängig, um die Übertragung von Schwingungen zu vermeiden. Unter der Kuppel befand sich die Bibliothek. Im Obergeschoss der Sternwarte waren weitere Beobachtungsräume sowie wissenschaftliche Arbeitszimmer eingerichtet. Der lange Ostflügel beherbergte im Erdgeschoss die Dienstwohnung des Direktors und war mit einer Tempelfront gestaltet, die als Hauptfront im Giebelrelief den Lichtgott Apollon mit Viergespann zeigte. Östlich des Gebäudes stand ein kleines Haus mit der Dienstwohnung des Kastellans.
Unter den modernen Beobachtungsinstrumenten befand sich neben dem Neun-Zoll-Refraktor von Fraunhofer unter anderem auch eine Pendeluhr von Friedrich Tiede. 1838 kam der fertiggestellte Meridiankreis von Karl Pistor hinzu.
Am 24. April 1835 konnte Encke mit seinem neu eingestellten Mitarbeiter Johann Gottfried Galle in die neue Sternwarte einziehen. Am 19. Mai erfolgte in dem erst Ende 1835 vollendeten Bau die erste Beobachtung. Galle hatte sich geraume Zeit vor der Bezugsfertigkeit bei Encke als Assistent beworben. Im Mai desselben Jahres bezog Friedrich Wilhelm Bessel, der aus Königsberg gerufen worden war, auf dem Gelände der Sternwarte das „Magnetische Häuschen“ (siehe in Freydancks Gemälde am linken Rand) und betrieb dort während eines dreimonatigen Aufenthaltes Pendelbeobachtungen für die Herstellung eines neuen preußischen Urlängenmaßes. 1837 entdeckte Encke mit dem Fraunhofer’schen Refraktor die nach ihm benannte Teilung des Saturnrings, und Galle 1838 einen weiteren dunklen Ring bei Saturn – den C-Ring – sowie von 1839 bis 1840 drei neue Kometen. Am 23. September 1846 entdeckten Galle und der Astronomiestudent Heinrich Louis d’Arrest, seit 1845 Assistent an der Sternwarte, anhand von zugesandten Positionsberechnungen des Franzosen Urbain Le Verrier den Planeten Neptun. Nach anfänglicher Erfolglosigkeit verhalf ihnen dazu die von d’Arrest vorgeschlagene Hinzuziehung der kurz zuvor in Druck gegangenen „Berliner Akademischen Sternkarte“ von Carl Bremiker. Der Brief von Le Verrier hatte den mit ihm freundschaftlich verbundenen Galle am selben Tag erreicht, zufällig am 55. Geburtstag von Direktor Encke, der seine Erlaubnis zur Überprüfung der angegebenen Himmelsposition gab (siehe auch: Neptun/Entdeckung). An anderen Sternwarten war zuvor das Ansinnen des französischen Astronomen, anhand von Abweichungen zwischen der berechneten und der beobachteten Umlaufbahn des Planeten Uranus ganz gezielt einen bahnstörenden, weiteren großen Planeten ermitteln zu wollen, als nicht hinreichend erfolgversprechend angesehen worden. So auch am Pariser Observatorium, dessen Direktor später Le Verrier wurde. Durch die Entdeckung des Neptuns erlangte die Berliner Sternwarte weltweite Bekanntheit.
Darüber hinaus wurden an ihr viele Berechnungen der Bahnen von Kometen und Asteroiden durchgeführt. Galle wurde 1851 zum Direktor der Sternwarte in Breslau berufen. 1852 kam Karl Christian Bruhns als zweiter Assistent Enckes hinzu und wurde 1854 erster Assistent. 1855 bekam Wilhelm Foerster eine Anstellung als zweiter Assistent. Ab 1857 studierte an der Einrichtung zwei Jahre lang Giovanni Schiaparelli. Als Bruhns 1860 nach Leipzig wechselte, wurde Foerster sein Nachfolger als erster Assistent. Im selben Jahr entdeckte Foerster zusammen mit seinem Mitarbeiter Otto Lesser den Asteroiden (62) Erato. Nach der Erkrankung von Encke wurde er 1863 dessen Stellvertreter und 1865, im Todesjahr von Encke, Direktor der Sternwarte. Das Observatorium war zu dieser Zeit die bedeutendste astronomische Forschungs- und Lehrstätte in Deutschland. 1873 kam Viktor Knorre als Observator hinzu; er entdeckte bis 1887 die Asteroiden (158) Koronis, (215) Oenone, (238) Hypatia und (271) Penthesilea. Von 1884 bis Anfang der 1890er Jahre war auch Karl Friedrich Küstner als Observator angestellt; er entdeckte in dieser Zeit anhand seiner Messreihen die Polbewegung. Von 1866 bis 1900 erstellte Arthur Auwers in Berlin seinen Fundamentalkatalog, einen umfassenden Sternkatalog mit 170.000 Sternen.
Am Nordflügel des Observatoriums war die Höhenbezugsfläche Normalnull für das Königreich Preußen festgelegt. Die Markierung wurde zum 82. Geburtstag von Kaiser Wilhelm I. am 22. März 1879 förmlich übergeben. Dieser Normalhöhenpunkt 1879 wurde vom Amsterdamer Pegel abgeleitet und markierte 37 Meter über Null.
Wilhelm Foerster leitete die Sternwarte bis zu seiner Pensionierung 1903. Auf seine Anregung geht die Errichtung des Astrophysikalischen Observatoriums Potsdam 1874 zur Sonnenbeobachtung auf dem Telegrafenberg in Potsdam zurück. Auf dem Telegrafenberg stand vormals die „Telegraphenstation 4“ und gab ihm seinen Namen. Im selben Jahr gründete Foerster wegen des ständig wachsenden Umfangs der Berechnung der astronomischen Ephemeriden das Berliner Astronomische Rechen-Institut, das in der Lindenstraße 91, auf dem Gelände und in Verbindung mit der Sternwarte, als „Rechen-Institut zur Herausgabe des Berliner Astronomischen Jahrbuchs“ ein eigenes Gebäude bezog. In diesem theoretischen Teil der Gesamteinrichtung – neben dem praktischen, beobachterischen Teil der Sternwarte selbst – arbeitete nun die Mehrzahl der Astronomen. Unter Foersters Oberaufsicht wurde das Rechen-Institut von dem „Dirigenten“ Friedrich Tietjen geleitet, der seit 1861 an der Sternwarte tätig war. Er entdeckte 1865 den Asteroiden (86) Semele. Nach dem Tod Tietjens wurde 1896 Julius Bauschinger als dessen Nachfolger nach Berlin berufen. Er erreichte für das Institut in dem folgenden Jahr die volle Selbständigkeit.
1912 bezog es einen Neubau in Berlin-Lichterfelde. 1944 wurde es der Kriegsmarine unterstellt und zur Vermeidung von Bombenschäden nach Sermuth in Sachsen verlegt. Nach dem Zweiten Weltkrieg wurde der größte Teil 1945 nach Heidelberg verbracht. Nur der verbliebene kleine Rest kam zurück an die nach Potsdam-Babelsberg umgezogene Sternwarte und wurde ihr 1956 wieder eingegliedert.
Weil Foerster kein Mitglied der Akademie war, wurde die Königliche Sternwarte 1889 von der Akademie getrennt und der Friedrich-Wilhelm-Universität angeschlossen. Die ursprüngliche Akademie-Sternwarte wurde schon seit der Gründung der Berliner Universität im Jahr 1809 von dieser mitbenutzt. 1890 wurde Friedrich Simon Archenhold Mitarbeiter der Sternwarte und errichtete im Auftrag von Foerster am Halensee im Grunewald eine fotografische Außenstelle für Aufnahmen von kosmischen Nebeln.
Ende des 19. Jahrhunderts führte das schnelle Wachstum des Berliner Ballungsraumes dazu, dass die einst am Rand der Stadt neu errichtete Sternwarte völlig umbaut war und damit eine den Ansprüchen der Forschung genügende Beobachtungstätigkeit kaum mehr möglich war. Mitte der 1890er Jahre schlug daher unter anderem Wilhelm Foerster den Neubau einer Sternwarte außerhalb des Ballungsraumes vor.
1904 nahm Hermann von Struve als Nachfolger Foersters das Amt des Direktors an. Unter seiner Leitung wurde die Forschungseinrichtung erheblich erweitert, und das Projekt eines zweiten Umzugs nahm konkrete Formen an. Nach Probebeobachtungen im Umland ab Juni 1906 durch Paul Guthnick, der nach seiner Ausbildung zum Astronomen von 1901 bis 1903 an der Berliner Sternwarte als Gehilfe und seit seiner Rückkehr 1906 als Observator tätig war, fiel die Entscheidung des Kultusministeriums zugunsten des von ihm vorgeschlagenen Standorts im Schlosspark Babelsberg bei Potsdam.
Der an der Lindenstraße aufgegebene Standort wird von der Internationalen Astronomischen Union unter dem Sternwarten-Code 548 geführt. Vor dem Abriss des Gebäudes wurde der dort angebrachte Normalhöhenpunkt von 1879 durch den Normalhöhenpunkt von 1912 ersetzt, der außerhalb von Berlin bei Hoppegarten, einem heutigen Ortsteil von Müncheberg, unterirdisch angelegt wurde.
Einige der zuletzt vorhandenen Beobachtungsgeräte gingen an die Nachfolgeeinrichtung: ein neuer 30-cm-Refraktor von Zeiss-Repsold, ein Meridiankreis von Pistor & Martins aus dem Jahr 1868 mit 19 cm Öffnung und 2,6 m Brennweite, ein Sechs-Zoll-Refraktor von Georg Merz und ein 4½-Zoll-Refraktor von Merz & Mahler. Nach dem Abbruch der Gebäude wurde das geräumte Gelände der Sternwarte nach 1912 teilweise für den Bau einer neuen Straße genutzt, die ab 1927 Enckestraße hieß. Entlang der Straße neu geschnittene Grundstücke wurden ab 1913 bebaut, unter anderem mit dem Blumengroßmarkt Kreuzberg (1922).
Im Jahr 2012 wurde zum 100. Geburtstag des Deutschen Haupthöhennetzes am exakten Ort des Normalhöhenpunktes von 1879 eine Gedenkstele enthüllt.

### Sternwarte Berlin-Babelsberg
52° 24′ 18″ N, 13° 6′ 15,1″ O

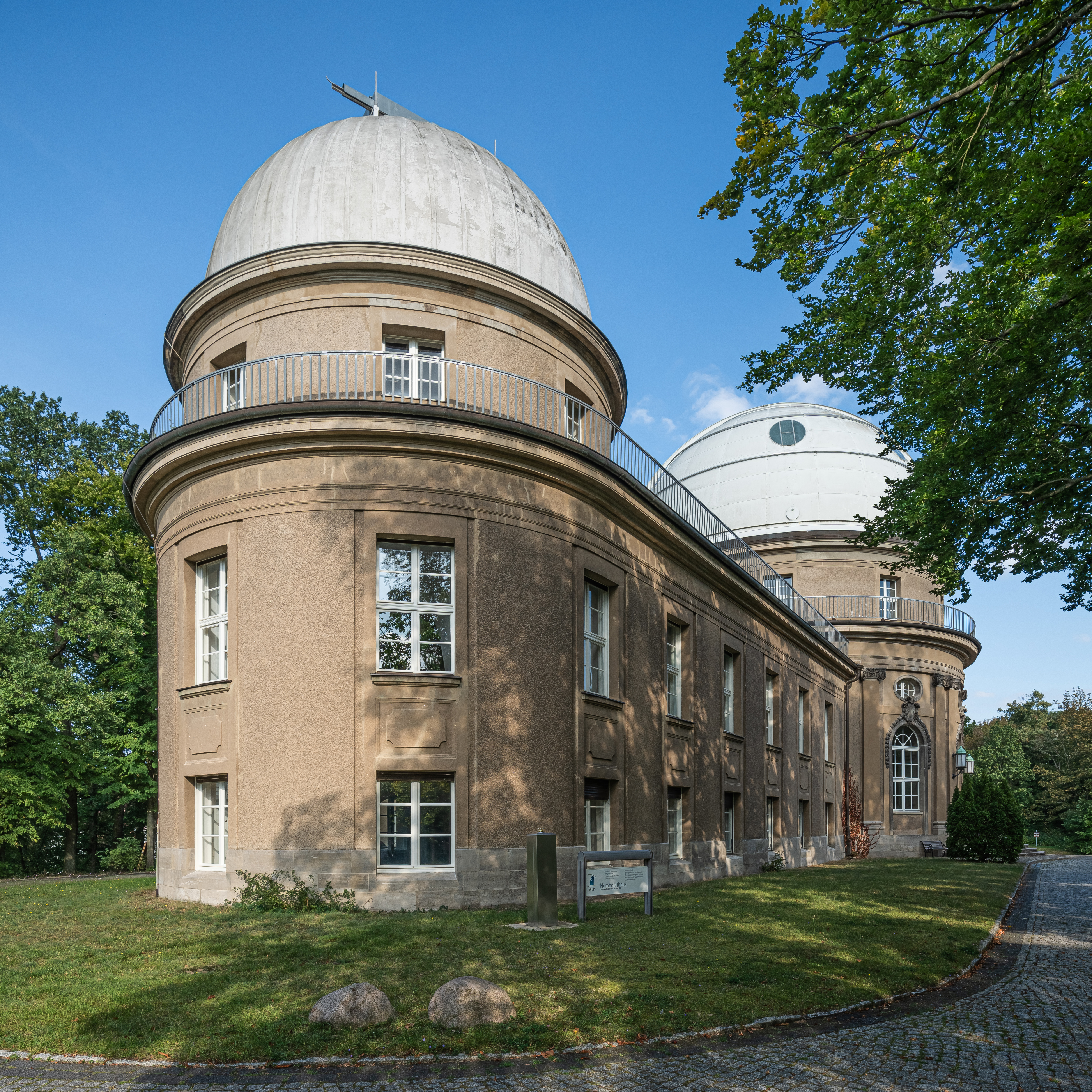
Auf den Babelsberg verlegte Berliner Sternwarte als Hauptgebäude des Leibniz-Instituts für Astrophysik Potsdam

Im Jahr 1913 wurde die Königliche Sternwarte schließlich nach 78 Jahren wieder verlegt. Die Sternwarte in Berlin wurde nach dem Umzug geräumt und im August 1913 abgerissen. Der Verkauf des Grundstücks deckte die Kosten der Errichtung neuer Gebäude in Höhe von 1,1 Millionen Goldmark und der Anschaffung neuer Instrumente in Höhe von 450.000 Goldmark. Das Grundstück auf dem Babelsberg im Schlosspark war für die königliche Einrichtung kostenlos. Der für sein Umfeld namensgebende Berg befindet sich rund drei Kilometer nordöstlich des Telegrafenbergs.
Die Errichtung des Hauptgebäudes wurde von 1911 bis 1913 nach einem Entwurf von Thür und Brüstlein durch Mertins, W. Eggert, Wilhelm Beringer und E. Wagner ausgeführt. Den Umzug bewerkstelligte das Feinmechanikunternehmen Otto Toepfer & Sohn, das zudem einen Astrografen und ein Durchgangsinstrument anfertigte.
Die ersten der neuen Instrumente trafen im Frühjahr 1914 ein. In dem Jahr darauf wurde die Aufstellung eines 65-cm-Refraktors vollendet; es war das erste astronomische Großinstrument des Unternehmens Carl Zeiss in Jena. 1924 folgte die Fertigstellung eines 120-cm-Spiegelteleskops, dem zu dieser Zeit zweitgrößten Fernrohr der Welt und dem größten in Europa. Nach dem Zweiten Weltkrieg wurde das Spiegelteleskop demontiert und ging wie andere Beobachtungsinstrumente als Reparationsleistung in die Sowjetunion. Es wurde samt der Kuppel des eigenen kleineren Gebäudes auf die Krim gebracht – zum Wiederaufbau des kriegszerstörten Krim-Observatoriums in Simejis – wo es heute noch in Dienst sein soll. 2002 wurde der verbliebene Torso des Gebäudes wieder vervollständigt und bekam eine neue Kuppel; in ihr ist seitdem die Bibliothek des Leibniz-Institut für Astrophysik Potsdam untergebracht.
Struve blieb bis zu seinem Tod im Jahr 1920 Direktor des Observatoriums – es hieß bis 1918 noch Königliche Sternwarte zu Berlin-Babelsberg (beziehungsweise Berlin-Neubabelsberg) und von 1918 bis 1946 Universitätssternwarte zu Berlin-Babelsberg. Nach Hermann Struve wurde 1921 Paul Guthnick die Leitung der Sternwarte übertragen und er blieb ihr langjähriger Direktor bis zum Jahr 1946. Neben dieser Tätigkeit waren die Schwerpunkte seines Schaffens die lichtelektrische Fotometrie von Sternen und die Erforschung veränderlicher Sterne mit einem neuen Fotometer.
Der neue Standort im ursprünglichen Schlosspark gehörte zur Gemeinde Neubabelsberg. Die verwendete Bezeichnung „Sternwarte Berlin-Neubabelsberg“ sollte ein Hinweis darauf sein, dass es sich um die Berliner Sternwarte am neuen Ort handelt. Die Villensiedlung Neubabelsberg wurde 1938 mit der Stadt Nowawes zur Stadt Babelsberg vereinigt. 1939 wurde diese dann sogleich in Potsdam eingemeindet. Die Bezeichnung „Berlin-Babelsberg“ behielt die Sternwarte dennoch einige Jahre bei. Erst nach 1945 wurde Berlin im Namen nicht mehr verwendet. Ihr IAU-Code ist 536.
Durch die Verstaatlichung der Sternwarte Sonneberg bekam die Universitätssternwarte Berlin-Babelsberg 1931 mit ihr als neue Abteilung eine Außenstelle im Land Thüringen.

### Direktoren und weitere Mitarbeiter
| Die Direktoren der Berliner Sternwarte | Die Direktoren der Berliner Sternwarte                | Die Direktoren der Berliner Sternwarte | Die Direktoren der Berliner Sternwarte        |
| -------------------------------------- | ----------------------------------------------------- | -------------------------------------- | --------------------------------------------- |
| 1.                                     | 1700–1710 Gottfried Kirch (1639–1710)                 | 9.                                     | 1756–1758 Johann Jakob Huber (1733–1798)      |
| 2.                                     | 1710–1716 Johann Heinrich Hoffmann (1669–1716)        | 10.                                    | 1758 Johann Albert Euler (1734–1800)          |
| 3.                                     | 1716–1740 Christfried Kirch (1694–1740)               | 11.                                    | 1764–1787 Johann III Bernoulli (1744–1807)    |
| 4.                                     | 1740–1745 Johann Wilhelm Wagner (1681–1745)           | 12.                                    | 1787–1825 Johann Elert Bode (1747–1826)       |
| 5.                                     | 1745–1749 Augustin Nathanael Grischow (1726–1760)     | 13.                                    | 1825–1863 Johann Franz Encke (1791–1865)      |
| 6.                                     | 1752 Joseph Jérôme Le Francais de Lalande (1732–1807) | 14.                                    | 1865–1903 Wilhelm Julius Foerster (1832–1921) |
| 7.                                     | 1754 Johann Kies (1713–1781)                          | 15.                                    | 1904–1920 Karl Hermann von Struve (1854–1920) |
| 8.                                     | 1755 Franz Ulrich Theodor Aepinus (1724–1802)         | 16.                                    | 1921–1946 Paul Guthnick (1879–1947)           |

Weitere astronomisch Beschäftigte waren zum Beispiel Johann Friedrich Pfaff an der alten Sternwarte, und an der neuen beispielsweise Johann Heinrich von Mädler, Gustav Spörer, Franz Friedrich Ernst Brünnow, Robert Luther, Friedrich August Theodor Winnecke, Ernst Becker, Wilhelm Oswald Lohse, Adolf Marcuse, Eugen Goldstein, Erwin Freundlich, Fritz Hinderer und Georg von Struve.

## Andere Berliner Sternwarten
Vorrangig für die Öffentlichkeit bestimmt war die 1888 gegründete Urania, deren Bamberg-Refraktor nach der Zerstörung ihres Gebäudes im Zweiten Weltkrieg von der Invalidenstraße in Berlin-Mitte an den ersten Standort der Wilhelm-Foerster-Sternwarte in die Papestraße in Berlin-Schöneberg verlegt wurde. Neben dieser Volkssternwarte, die sich seit 1963 auf dem Insulaner befindet, gibt es in Berlin noch zwei weitere: die Archenhold-Sternwarte, seit der Gewerbeausstellung von 1896 in Berlin-Treptow beherbergt, und die Bruno-H.-Bürgel-Sternwarte, seit 1982 in Berlin-Spandau.